# Вооружённые силы Южного Судана
Вооруженные Силы Южного Судана (англ. South Sudan People's Defence Forces) — военная организация Республики Южный Судан, предназначенная для защиты свободы, независимости и территориальной целостности государства. 
Верховным главнокомандующим Вооружённых сил (ВС) Южного Судана является президент Южного Судана. ВС Южного Судана состоят из органов управления, сухопутных войск и воздушных сил.

## История
Независимое государство Республика Южный Судан появилось совсем недавно, а официально суверенитет этого государства был провозглашен 9 июля 2011 года. При этом вся его новейшая история это практически длительная и кровопролитная борьба за его независимость. 
Вооружённые силы Южного Судана создаются согласно 1 главы 10 части южносуданской конституции. В настоящее время они состоят, прежде всего, из органов управления, Народной армии освобождения Судана (НАОС), бывшей ранее вооружённым крылом Народного освободительного движения Судана и находится в процессе становления в регулярную армию. Имеются военизированные организации, которые составляют мобилизационный резерв (около 40 000 человек). Комплектование ВС производится на добровольной основе.
Цели Вооружённых сил Южного Судана описаны в конституции Южного Судана:
- поддержка конституции государства;
- защита суверенитета государства;
- защита населения Южного Судана;
- защита территориальной целостности Южного Судана;
- защита Южного Судана от внешних угроз и агрессии, а также участия в решении любых чрезвычайных ситуаций, участие в восстановительных работах и оказании помощи в борьбе со стихийными бедствиями, оказании помощи в соответствии с настоящей Конституцией и законом.

Военный бюджет на 2017 год составляет 97 млн. долларов. По состоянию на конец 2021 года вооружённые силы насчитывали 197 000 человек личного состава и военный годовой бюджет оценивается в 93 900 000 долларов.

## Виды вооружённых сил

### Сухопутные войска
8 Пехотных дивизий
Танковая дивизия
Бригада спецназа

### Вооружение и военная техника сухопутных войск
| Фото                                     | Тип                                      | Описание                                               | Количество                               | Примечания                               |
| Броневое и танковое вооружение и техника | Броневое и танковое вооружение и техника | Броневое и танковое вооружение и техника               | Броневое и танковое вооружение и техника | Броневое и танковое вооружение и техника |
| ---------------------------------------- | ---------------------------------------- | ------------------------------------------------------ | ---------------------------------------- | ---------------------------------------- |
|                                          | Т-55                                     | Основной и средний танк                                | н.д.                                     | По состоянию на 2018 год                 |
|                                          | T-72АВ                                   | Основной и средний танк                                | 80                                       | По состоянию на 2018 год                 |
|                                          | Mamba APC                                | Броневой транспортёр                                   | н.д.                                     | По состоянию на 2018 год                 |
|                                          | / Streit-КамАЗ Typhoon                   | Броневой транспортёр                                   | н.д.                                     | По состоянию на 2018 год                 |
|                                          | / Streit-КрАЗ Cougar                     | Бронемашина                                            | н.д.                                     | По состоянию на 2018 год                 |
| Самоходная артиллерия                    |                                          |                                                        |                                          |                                          |
|                                          | 2С3 «Акация»                             | 152-мм самоходная гаубица                              | 30                                       | По состоянию на 2018 год                 |
|                                          | 2С1 «Гвоздика»                           | 122-мм самоходная гаубица                              | н.д.                                     | По состоянию на 2018 год                 |
|                                          | БМ-21 «Град»                             | 122-мм самоходная реактивная система залпового огня    | н.д.                                     | По состоянию на 2018 год                 |
| Буксируемая и возимая артиллерия         |                                          |                                                        |                                          |                                          |
|                                          | М-46                                     | 130-мм пушка                                           | н.д.                                     | По состоянию на 2018 год                 |
|                                          | / М-43/Type-55                           | 120-мм миномёт                                         | н.д.                                     | По состоянию на 2018 год                 |
|                                          | Тип 63                                   | 107-мм реактивная система залпового огня               | н.д.                                     | По состоянию на 2018 год                 |
|                                          | 82-BM-41                                 | 82-мм средний миномёт                                  | н.д.                                     | По состоянию на 2014 год                 |
| Противотанковые средства                 |                                          |                                                        |                                          |                                          |
|                                          | HJ-73                                    | 125-мм переносной ПТРК                                 | н.д.                                     | По состоянию на 2018 год                 |
|                                          | AT-7 Saxhorn                             | 93-мм переносной ПТРК                                  | н.д.                                     | По состоянию на 2018 год                 |
|                                          | СПГ-9                                    | 73-мм станковый противотанковый гранатомёт             |                                          | По состоянию на 2018 год                 |
| Зенитные средства сухопутных войск       |                                          |                                                        |                                          |                                          |
|                                          | SA-3 Goa                                 | Зенитно-ракетный комплекс малого радиуса действия      | 16 пусковых установок С-125              | По состоянию на 2018 год                 |
|                                          | Стрела-2                                 | Переносной зенитно-ракетный комплекс ближнего действия | н.д.                                     | По состоянию на 2018 год                 |
|                                          | QW-2                                     | Переносной зенитно-ракетный комплекс ближнего действия | н.д.                                     | По состоянию на 2018 год                 |
|                                          | Type-65/74                               | Спаренная 37-мм зенитная пушка                         | н.д.                                     | По состоянию на 2018 год                 |
|                                          | ЗУ-23-2                                  | Спаренная 23-мм зенитная пулемётная установка          | 16                                       | По состоянию на 2018 год                 |
|                                          | ЗПУ-4                                    | Счетверённая 14,5-мм зенитная пулемётная установка     | н/д                                      | По состоянию на 2018 год                 |

### Воздушные силы
12 августа 2010 года для южносуданских ВВС закуплены четыре вертолёта Ми-17 из России.